# Leschelle
Leschelle település Franciaországban, Aisne megyében. Lakosainak száma 269 fő (2022. január 1.). Leschelle Buironfosse, Chigny, Dorengt, Esquéhéries, Lavaqueresse és Le Nouvion-en-Thiérache községekkel határos.

## Népesség
A település népességének változása:
| Lakosok száma | 415  | 351  | 305  | 270  | 285  | 276  | 270  | 269  | 268  | 269  |
|               | 1968 | 1982 | 1990 | 2006 | 2013 | 2015 | 2017 | 2019 | 2020 | 2022 |